# دیتونا ۲۴ ساعته ۲۰۲۵

نقشه مسیر دیتونا اینترنشنال اسپیدوی.

دیتونا ۲۴ ساعته ۲۰۲۵ یک مسابقه اتومبیلرانی اسپرت استقامتی است که توسط انجمن بین‌المللی ورزش‌های موتوری (IMSA) تأیید شده و برگزار خواهد شد. این مسابقه در پیست ترکیبی دیتونا اینترنشنال اسپیدوی در دیتونا بیچ، فلوریدا، در تاریخ ۲۳ تا ۲۵ ژانویه ۲۰۲۵ برگزار خواهد شد. این مسابقه شصت و سومین مسابقه ۲۴ ساعت دیتونا تاریخ خواهد بود.